# Came-cruse
Pour les articles homonymes, voir Cruse.
La came-cruse est une créature fantastique propre à la Gascogne et aux régions avoisinantes (Pyrénées). C'est un croque-mitaine particulièrement effrayant. Elle est généralement décrite comme une jambe seule, parfois munie d'un œil au genou (la camba crusa dab l'uèlh dubèrt, la jambe crue avec l'œil ouvert). Elle surgit dans la nuit pour emporter, et dévorer, les imprudents. Le caractère étrange de cet être et le manque de précisions le rendent d'autant plus inquiétant. Les « informateurs », comme les rares illustrateurs qui se sont essayés à une représentation, sont tentés de rajouter des éléments : bouche, cheveux, corne, griffes, etc., mais il n'y a pas d'unanimité dans leurs descriptions.

## Étymologie
Du gascon cama crusa, « jambe crue ». Selon les variations dialectales, les prononciations et les graphies utilisées, on peut trouver cama crusa, camo cruso, came cruse, came crude, etc. Cette appellation assez limpide n'explique pas l'origine exacte de cette créature, qu'il est difficile d'appeler un « personnage ». Plusieurs interprétations du mot cruse (ou crue, ou crude) ont été tentées : jambe « nue », ou « crue » du verbe « croire » (imaginaire ?), voire « creuse » ou encore « cruelle ». Mais le sens littéral, « crue » au sens de « non-cuite », reste le plus plausible. La notion de viande crue ou cuite distingue deux mondes qui s'opposent : celui des humains, qui font cuire leur viande, et celui des animaux ou des créatures maléfiques (ce qu'on appelle souvent les corps sans âme) qui mangent la viande crue. Dans une version du conte Jean de l'Ours, l'aigle géante qui transporte le héros réclame sa nourriture en criant « Carn cruse » ! (Viande crue !).

## Localisation
- Gascogne, Béarn : came-crue ou came-crude, « jambe crue » ou « cruelle », un croquemitaine ; sorte d'épouvantail imaginaire pour les enfants[1]. Selon l’abbé Vincent Foix[2], la came-crude se cache derrière les meules de paille ou de foin. Elle a un équivalent, le Soupe-tout-Sé (« Soupe-tout-soir » ?).
- Gers et Landes : selon l'abbé Dambielle[3], la camo cruso serait une pèt (pèth, « peau » ou défroque, apparence que prendrait un sorcier comme celle du loup-garou). Elle évoque l'idée de vampire, et avec une férocité terrifiante rôde autour des maisons pour s'emparer des petits enfants.
- Agenais : les deux contes (La jambe d'or et la Goulue, voir ci-dessous) publiés par Jean-François Bladé se rapportant à ce thème ont été recueillis en Lot-et-Garonne.
- Ariège : camba crusa et uelh dobert (la jambe crue et l'œil ouvert) est certainement un des croquemitaines les plus répandus de l'Ariège[4], «c'est une jambe avec un œil ouvert et une corne, qui court plus vite que tout le monde », « c'est une jambe crue, qui n'avait que l'os », « c'est une jambe rouge, mal fichue, laide, toute sanguinolente »…
- Toulouse : Frédéric Mistral (Le Trésor du félibrige) limite la cambo-cruso à la seule ville de Toulouse.

## Origines et contes
Il existe assez peu de contes proprement dits qui mettent en scène la came-cruse : elle relève plutôt des superstitions et des croyances populaires, atténuées avec le temps et « folklorisées ». Deux contes de Gascogne recueillis par Jean-François Bladé, classés par Paul Delarue comme conte-type n° 366, peuvent permettre d'envisager une origine à cette croyance. Tous deux font référence à une jambe volée à un mort. Ce n'est pas la jambe par elle-même, devenue « indépendante », qui se venge, mais on peut envisager ainsi une possible origine. Cependant, il est plus probable qu'il faille remonter beaucoup plus loin : le dieu celte Lug est représenté sautant à cloche-pied, un œil fermé, agitant un seul bras, avant la bataille de Samhain. Il existe de nombreuses représentations de personnages juchés sur une jambe unique. Dans les traditions alpines et notamment dans les Grisons, on parlait de créatures nocturnes à une jambe, qui détenaient les secrets de l'au-delà et les révélaient à ceux qui venaient les interroger en se tenant sur un seul pied, selon une posture fréquente dans le monde celte. D'autre part, la Came cruse est évoquée dans Les Esprits des mêmes Contes de Gascogne : Il y a aussi la Marrauque et la Jambe-crue, qui rôdent, le soir, autour des métairies, et derrière les meules de paille, pour voler les petits enfants, qu'elles vont manger je ne sais où.

### La Goulue
Dans ce conte, la Goulue est le surnom donné à une jeune fille avide de viande, qu'elle mange crue et en grandes quantités, se mettant dans de terribles colères si elle en est privée. Cette Goulue évoque une goule, personnage inquiétant, mais avec un renversement de situation à la fin. Un jour où ses parents partent pour la ville, elle leur demande de lui rapporter de la viande. À leur retour, ils s'aperçoivent qu'ils ont oublié. Comme ils passent près d'un cimetière, ils déterrent un mort fraîchement enterré, lui coupent une jambe et l'apportent à leur fille, qui la dévore aussitôt, toute crue. Le lendemain, le mort vient réclamer sa jambe, il entraîne la Goulue jusque dans sa tombe, où il la dévore à son tour. La goule n'est pas celle qu'on croyait ! Bladé indique en note que ce conte est intitulé La Camo cruso par quelques-uns de ses informateurs.

### La jambe d'or
Ce conte est situé à Agen. Un riche monsieur a une très belle femme. Un jour, la femme tombe, se casse la jambe. Le monsieur, pour remplacer la jambe cassée, lui fait faire une jambe en or, avec laquelle elle marche avec autant de grâce et de légèreté qu'avant. Mais au bout de sept ans la femme meurt, et elle est enterrée avec sa jambe d'or. Un valet cupide, dans la nuit, va voler la jambe. Dans le cimetière, on entend alors une voix qui gémit : « D'or, d'or, rendez-moi ma jambe d'or ». Prévenu par le fossoyeur, le mari se rend sur la tombe, promet de faire dire des messes, mais toujours la plainte revient : « D'or, d'or, rendez-moi ma jambe d'or ». Le lendemain, le monsieur envoie sa servante, pour un même résultat. Le troisième jour, il envoie le valet. Le valet, quelque peu inquiet, demande « Que voulez-vous, Madame ? » et la dame jaillit de sa tombe en disant « C'est toi que je veux ! », elle l'entraîne dans la fosse et le dévore.

## Dans la fiction
En 2021, un ARG intitulé Le Gîte de la Came-Cruse s'est déroulé sur TikTok. Celui-ci s'inspire du mythe gascon, mettant en scène la disparition d'utilisateurs de la plateforme à la suite d'une visite dans un gîte landais appartenant à un adepte de la sorcellerie pyrénéenne.
Cet ARG a ensuite donné lieu à un long-métrage intitulé Cama-Cruso, produit par la plate-forme de streaming française Shadowz,.